# Municipio de Pleasant Mound (Illinois)
El municipio de Pleasant Mound (en inglés: Pleasant Mound Township) es un municipio ubicado en el condado de Bond en el estado estadounidense de Illinois. En el año 2010 tenía una población de 1018 habitantes y una densidad poblacional de 10,38 personas por km².

## Geografía
El municipio de Pleasant Mound se encuentra ubicado en las coordenadas 38°52′42″N 89°19′23″O / 38.87833, -89.32306. Según la Oficina del Censo de los Estados Unidos, el municipio tiene una superficie total de 98.06 km², de la cual 97,92 km² corresponden a tierra firme y (0,15 %) 0,14 km² es agua.

## Demografía
Según el censo de 2010, había 1018 personas residiendo en el municipio de Pleasant Mound. La densidad de población era de 10,38 hab./km². De los 1018 habitantes, el municipio de Pleasant Mound estaba compuesto por el 89,39 % blancos, el 8,64 % eran afroamericanos, el 0,59 % eran amerindios, el 0,69 % eran asiáticos, el 0,2 % eran de otras razas y el 0,49 % eran de una mezcla de razas. Del total de la población el 0,49 % eran hispanos o latinos de cualquier raza.